# Alcyonidium albidum
Alcyonidium albidum is een mosdiertjessoort uit de familie van de Alcyonidiidae. De wetenschappelijke naam van de soort is voor het eerst geldig gepubliceerd in 1857 door Alder.